# Dicranota rivularis
Dicranota (Paradicranota) rivularis là một loài ruồi trong họ Pediciidae. Chúng phân bố ở vùng sinh thái Nearctic.